# Josh Lowe
Joshua Edward Lowe (Chesapeake, Virginia, 2 de febrero de 1998), más conocido como Josh Lowe, es un jugador profesional estadounidense de béisbol que se desempeña en la posición de jardinero derecho en Tampa Bay Rays, equipo de las Grandes Ligas de Béisbol (MLB).

## Carrera
En 2021, Lowe hizo su debut en la MLB con el equipo Tampa Bay Rays, donde lleva jugando cuatro temporadas.